# Італі-Мару
Італі-Мару — транспортне судно, яке під час Другої світової війни взяло участь у операціях японських збройних сил у Індонезії та на Соломонових островах.

## Передвоєнна служба
Італі-Мару спорудили в 1919 році на верфі компанії Kawasaki Zosensho у Кобе на замовлення компанії Kawasaki Kisen.
У 1936-му новим власником Італі-Мару стала компанія Tamai Shosen, котра використовувала його на рейсах між Оскакою, Йокогамою, Ванкувером, Сінгапуром та Бомбеєм.
16 листопада 1941-го судно реквізували для потреб Імперської армії Японії та призначили для транспортування військ.

## Вторгнення на Яву
19 лютого 1942-го Італі-Мару разом зі ще 38 транспортами вийшло від острова Голо (Філіппіни) та попрямувало в південному напрямку (по дорозі до цього загону приєднались ще 6 суден, проте 2 полишило його). 1 березня 1942-го почалась висадка на сході Яви поблизу Крагану. Союзна авіація завдала удару по силах вторгнення та пошкодила кілька транспортів, проте Італі-Мару не постраждало.

## Подальші рейси
18 квітня 1942-го Італі-Мару та ще 4 судна перевезли піхотний полк на острів Панай (Філіппінський архіпелаг).
Наприкінці липня Італі-Мару, маючи на борту 25-й польовий метеорологічний загін 25-ї армії, пройшло з японського порту Муцуре до В'єтнаму.
27 вересня 1942-го Італі-Мару у складі першого ешелону конвою «Окі» вийшло з Саєкі, маючи на борту військовослужбовців для підкріплення 17-ї армії. 7 жовтня конвой прибув до Рабаулу — головної передової бази в архіпелазі Бісмарка, з якої провадились операції на Соломонових островах та сході Нової Гвінеї.

## Обставини загибелі
26 грудня 1942-го Італі-Мару перебувало у Рабаулі, який цього дня атакували бомбардувальники B-17 «Літаюча фортеця», що вилетіли з Порт-Морсбі. Унаслідок нальоту Італі-Мару затнуло в гавані Рабаулу.